# Droga wojewódzka 424
Die Droga wojewódzka 424 (DW 424) ist eine fünf Kilometer lange Droga wojewódzka (Woiwodschaftsstraße) in der polnischen Woiwodschaft Opole, die Gwoździce mit Gogolin verbindet. Die Strecke liegt im Powiat Krapkowicki.

## Streckenverlauf
Woiwodschaft Opole, Powiat Krapkowicki
-  Gwoździce (Gwosdzütz) (DK 45, DW 415)
-  Odrowąż (Oderwanz) (DW 423)
-  Krapkowice (Krappitz) (A 4, DK 45, DW 409, DW 415, DW 416, DW 423)
-  Gogolin (Gogolin) (A 4, DW 409, DW 423)